# Сулейманов, Турсунали
Турсунали́ Сулайма́нов (узб. Турсунали Сулаймонов; 1897 год, село Нариман, Ошский уезд — 1971 год, село Нариман, Кара-Суйский район, Ошская область) — председатель колхоза имени Андреева (в дальнейшем имени Нариманова, потом имени Ленина) Ошского района (ныне Кара-Суйский район) Ошской области, Киргизская ССР. Герой Социалистического Труда (15.02.1957). Депутат Верховного Совета СССР 2-го созыва. Депутат Верховного Совета Киргизской ССР 3 и 4-го созывов.

## Биография
Родился в 1897 году в селе Нариман Ошского уезда (ныне — Кара-Суйский район) Ошской области) в крестьянской семье, по национальности узбек.
В 1930 году вступил в колхоз имени Андреева Ошского района (ныне — Кара-Суйский район). В 1932 году был избран председателем этого же колхоза. В 1938 году вступил в ВКП(б).
Вывел колхоз в число передовых сельскохозяйственных предприятий Ошской области. В 1956 году колхоз собрал в среднем по 32 центнеров хлопка-сырца с каждого гектара на площади 810 гектаров. Указом Президиума Верховного Совета СССР от 15 февраля 1957 года за выдающиеся успехи, достигнутые в деле увеличения производства сахарной свеклы, хлопка и продуктов животноводства, широкое применение достижений науки и передового опыта в возделывании хлопчатника, сахарной свеклы и получение высоких и устойчивых урожаев этих культур удостоен звания Героя Социалистического Труда с вручением ордена Ленина и золотой медали «Серп и Молот».
Опытный руководитель в годы Великой Отечественной войны направил весь свой опыт и силы для развития экономики колхоза, поднятия уровня жизни населения. В 1942 году во время блокады Ленинграда по его инициативе и под его руководством в возглавляемом им колхозе имени Ленина было собрано 6 вагонов овощей и фруктов, одежда и другие необходимые вещи. По республике в общем было собрано 54 вагона, делегация из 13 человек отвезли этот груз помощи в город Ленинград. В составе делегации был и Турсунали Сулайманов. Т. Сулайманов посетил Путиловский завод, увидел обстановку в блокадном Ленинграде. Т. Сулайманов вынес постановление правления колхоза имени Ленина о выращивании на 5 гектарах колхозной земли овощей и фруктов и дополнительно отправил трудящимся Путиловского завода города Ленинград 1 вагон продовольствия. Т. Сулайманов был удостоен звания почётный работник Кировского завода, в музее Путиловского завода города Ленинград имеется уголок, посвящённый Герою Социалистического Труда Турсунали Сулайманову.
Т.Сулайманов был инициатором и организатором строительства путём хашара гидроэлектростанции средней мощности на канале Бешалиш в селе Нариман Кара-Суйского района.
Избирался депутатом Верховного Совета СССР 2-го созыва от Совета Национальностей (1946-1950) и депутатом Верховного Совета Киргизской ССР (1950-1958). Был членом бюро Ошского обкома партии и бюро Кара-Суйского райкома партии, участвовал в работе партийных съездов и конференций.
После выхода на персональную пенсию союзного значения проживал в родном селе, где скончался в 1971 году.

## Награды
- Герой Социалистического Труда (15.02.1957)
- Орден Ленина
- Орден Октябрьской революции
- 4 Орден Трудового Красного Знамени
- золотые и серебряные медали Всесоюзной сельскохозяйственной выставки (ВСХВ)

## Семья
Жена — Унсинхон Сулайманова (1907—1986), воспитали 2 сыновей и 4 дочерей.

## Память
- Школа № 57 Кара-Суйского района и центральная улица в селе Нариман Кара-Суйского района Ошской области названы в его честь.
- Т. Сулайманов был удостоен звания почётный работник Кировского завода, в музее Путиловского завода города Ленинград имеется уголок, посвящённый Герою Социалистического Труда Турсунали Сулайманову.
- После распада СССР колхоз имени Ленина Кара-Суйского района Ошской области был переименован в колхоз имени Т. Сулайманова, в дальнейшем в производственный кооператив имени Т. Сулайманова, ныне упразднён.